# Бекслі (Огайо)
Бекслі (англ. Bexley) — місто (англ. city) в США, в окрузі Франклін штату Огайо. Населення — 13 928 осіб (2020).

## Географія
Бекслі розташоване за координатами 39°57′55″ пн. ш. 82°56′4″ зх. д. / 39.96528° пн. ш. 82.93444° зх. д. (39.965358, -82.934479).  За даними Бюро перепису населення США в 2010 році місто мало площу 6,35 км², з яких 6,30 км² — суходіл та 0,05 км² — водойми.

## Демографія
Згідно з переписом 2010 року, у місті мешкало 13 057 осіб у 4661 домогосподарстві у складі 3281 родини. Густота населення становила 2057 осіб/км².  Було 5041 помешкання (794/км²).
Расовий склад населення:
| - 89,6 % — білих - 5,9 % — чорних або афроамериканців - 1,5 % — азіатів - 0,1 % — корінних американців |

До двох чи більше рас належало 2,5 %. Частка іспаномовних становила 1,8 % від усіх жителів.
За віковим діапазоном населення розподілялося таким чином: 25,7 % — особи молодші 18 років, 64,2 % — особи у віці 18—64 років, 10,1 % — особи у віці 65 років та старші. Медіана віку мешканця становила 35,5 року. На 100 осіб жіночої статі у місті припадало 88,4 чоловіків;  на 100 жінок у віці від 18 років та старших — 85,7 чоловіків також старших 18 років.
Середній дохід на одне домашнє господарство  становив 133 342 долари США (медіана — 100 121), а середній дохід на одну сім'ю — 159 991 долар (медіана — 125 063). Медіана доходів становила 85 865 доларів для чоловіків та 57 628 доларів для жінок. За межею бідності перебувало 9,1 % осіб, у тому числі 6,3 % дітей у віці до 18 років та 5,9 % осіб у віці 65 років та старших.
Цивільне працевлаштоване населення становило 6878 осіб. Основні галузі зайнятості: освіта, охорона здоров'я та соціальна допомога — 32,7 %, науковці, спеціалісти, менеджери — 14,0 %, фінанси, страхування та нерухомість — 11,1 %, роздрібна торгівля — 9,3 %.